# دن برد
دانیل "دن" برد (به انگلیسی: Daniel "Dan" Byrd) (زادهٔ ۲۰ نوامبر ۱۹۸۵) یک بازیگر آمریکایی است.

## فیلم‌شناسی
از برجسته‌ترین نقشهای او می‌توان آثار زیر اشاره کرد:
- "تپه ها چشم دارند" (۲۰۰۶)
- سریال کمدی "داستان سیندرلا" (۲۰۰۴)
- سریال کمدی "موجودات بیگانه در آمریکا"
- "ایزی ای" (۲۰۱۰)
- سریال کمدی "شهر کوچک"
- داستان سیندرلا